# Janastana bilineata
Janastana bilineata är en insektsart som beskrevs av Fowler 1900. Janastana bilineata ingår i släktet Janastana och familjen dvärgstritar. Inga underarter finns listade i Catalogue of Life.